# Seleção Albanesa de Voleibol Masculino

A seleção albanesa de voleibol masculino é uma equipe europeia composta pelos melhores jogadores de voleibol da Albânia. A equipe é mantida pela Federação Albanesa de Voleibol (Fédération Albanaise de Volleyball). Desde 20 de setembro de 2021 a Albânia está na 77ª posição no ranking mundial.

## Resultados nas principais competições

### Jogos Olímpicos
A seleção albanesa nunca participou dos Jogos Olímpicos.

### Campeonato Mundial
| Ano  | Sede            | Colocação |
| ---- | --------------- | --------- |
| 1962 | União Soviética | 16ª       |

### Campeonato Europeu
| Ano  | Sede            | Colocação |
| ---- | --------------- | --------- |
| 1955 | Roménia         | 10ª       |
| 1958 | Tchecoslováquia | 11ª       |
| 1967 | Turquia         | 13ª       |
| 1971 | Itália          | desistiu  |

### Liga Mundial, Copa do Mundo e Copa dos Campeões
A seleção albanesa nunca participou da Liga Mundial de Voleibol, da Copa do Mundo de Voleibol e da Copa dos Campeões de Voleibol.